# Collar (orden)

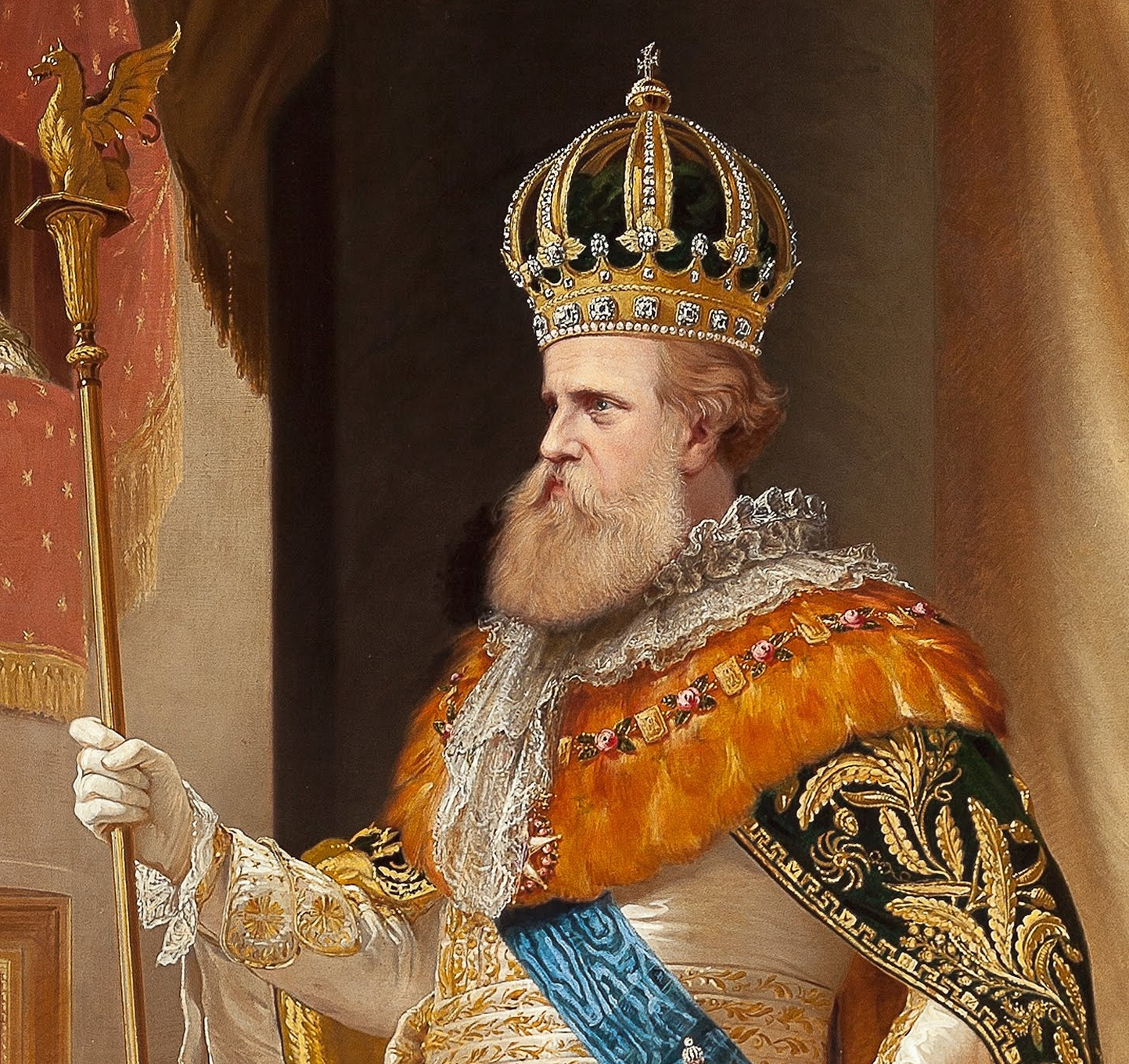
El emperador Pedro II de Brasil, con el collar de la Orden de la Rosa y elementos de la indumentaria imperial. Detalle de una pintura de Pedro Américo (1872)

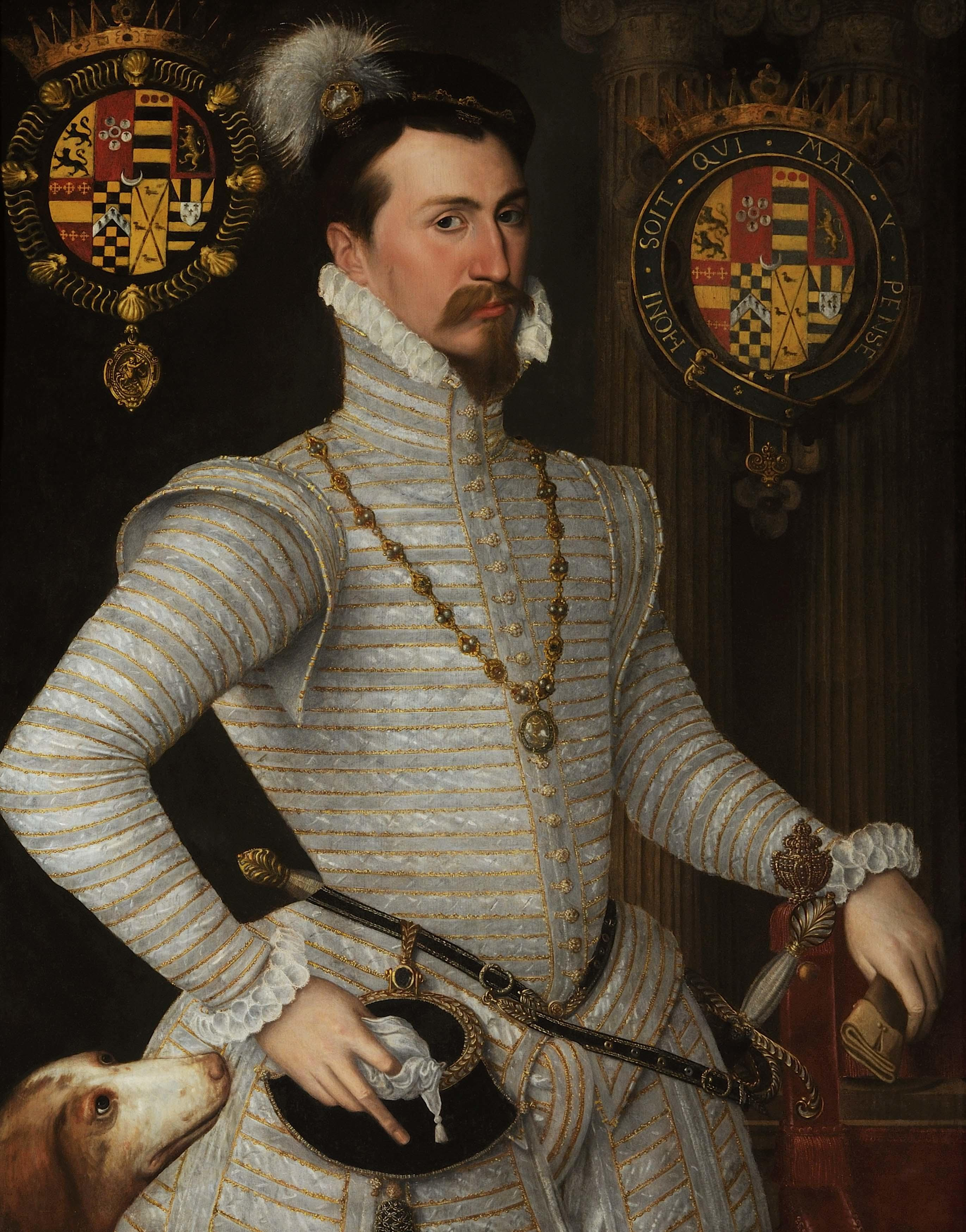
Robert Dudley, conde de Leicester. Sus armas a la izquierda están rodeadas por el collar de la Orden de San Miguel

El Collar o Gran Collar, también conocido como Collar de la Orden, es una cadena ornamentada, a menudo de oro y esmalte con piedras preciosas engastadas, que se lleva alrededor del cuello como símbolo de pertenencia a diversas órdenes de caballería. Las órdenes con varios grados suelen reservar el collar para el grado más alto (generalmente llamado Gran Cruz). Los eslabones de la cadena suelen estar compuestos por símbolos de la orden, y la insignia (también llamada condecoración o «Cruz») de la orden normalmente cuelga por delante.

## Historia

### Una tradición medieval: la Orden del Collar
Las primeras órdenes de caballería fueron las órdenes militares de los cruzados, que usaban cruces de terciopelo rojas, verdes o negras en sus mantos para distinguir sus hermandades. Posteriormente, los miembros de las órdenes caballerescas usaron anillos, dragones bordados e incluso ligas (jarreteras) como símbolo de la orden. A finales de la Edad Media, los caballeros lucieron sus insignias de forma cada vez más prominente, así como medallones, cruces y joyas con forma de animales en cadenas alrededor del cuello, conocidas como collares de librea.
En el siglo XIV, Amadeo VI de Saboya, instituyó la Orden del Collar, dedicada a la Virgen María. La insignia principal y más antigua de la orden es su collar. Consiste en un medallón de oro macizo que representa la Anunciación de la Virgen María por el arcángel Gabriel. El medallón está rodeado por tres nudos saboyanos entrelazados, decorados con pequeñas cruces floridas, y en la parte superior central, entre dos de los nudos saboyanos, se representa un conjunto de rayos con una paloma, que representa al Espíritu Santo, también en oro.
Animada por una devoción mariana similar, la moda de estos collares se extendió al mismo tiempo que la moda de usar rosarios como collares se extendió por Europa hasta llegar a Inglaterra en el siglo XV.

### El Collar del Toisón de Oro
Los caballeros de algunas órdenes de caballería europeas llevan collares con diversos emblemas. Esta costumbre fue iniciada por Felipe III, duque de Borgoña, quien otorgó a sus Caballeros del Toisón de Oro insignias que representaban un vellocino de oro: estas insignias estaban compuestas por «placas de filigrana de oro, piedras de fuego de esmalte negro y blanco simuladas y colgante de vellocino de oro».

### El collar de San Miguel
Siguiendo la nueva moda, Luis XI de Francia, al instituir la Orden de San Miguel en 1469, otorgó a los caballeros collares compuestos por conchas de vieira unidas en una cadena, el más famoso en honor a Raúl de Lannoy tras el asedio de Quesnoy. La cadena fue doblada por Carlos VIII. El primer retrato oficial de un rey de Francia con el collar de la orden fue el del rey Luis XII en 1514 y, desde entonces, todos los demás reyes han seguido esa tradición hasta que la orden expiró en 1830; la Orden de la Liberación reivindicó su continuación en 1945 y contó con su propio gran collar realizado por el maestro orfebre Gilbert Poillerat, que el presidente Charles de Gaulle lució en su retrato oficial, prefiriendo su Cruz de Lorena a los símbolos del Gran Collier de la Legión de Honor.
Si bien la orden de San Miguel era exclusivamente masculina, la reina Ana de Austria, con la ayuda de su capellán, el fraile dominico francés François Arnoul, estableció la Orden del Collar Celestial del Sagrado Rosario en 1647, demostrando una vez más la conexión entre el collar y el rosario como instrumento de devoción. El propósito de la nueva orden era el de renovar la devoción mariana y fomentar la santidad de las mujeres activas en la Iglesia católica en Francia.

### Enrique VIII y el collar de la Jarretera
Hasta el reinado de Enrique VIII, la Orden de la Jarretera, como la mayoría de las grandes órdenes de caballería más antiguas, carecía de collar. Sin embargo, el rey Tudor deseaba equipararse a los soberanos continentales en todos los aspectos, como se describe en los estatutos firmados el 5 de enero de 1508 por el Registro de la Orden y enviados al emperador Maximiliano del Sacro Imperio Romano Germánico. El collar actual de los caballeros de la Jarretera, con sus nudos dorados y sus ligas con hebillas que encierran rosas blancas sobre rosas rojas, tiene su origen en el período Tudor. En 1672, el anticuario británico Elias Ashmole describió un cambio en el collar original dispuesto por el rey Enrique VIII para el collar de la Orden de la Jarretera, que se decía era «un collar de oro, unido por varios eslabones a modo de ligas, con una rosa bermellón y la imagen de San Jorge colgada del mismo». La mayoría de las órdenes de caballería británicas ahora tienen collares y todavía se usan en ocasiones especiales, conocidas como días de collar. La Orden del Servicio Distinguido, la Orden del Mérito, la Orden de los Compañeros de Honor y la Orden de Servicio Imperial son las excepciones.

### El apogeo de los Grandes Collares
Después del siglo XVII, el auge del collar llegó a su fin. Se usaba solo en ocasiones ceremoniales y fue reemplazado en la vida cotidiana por estrellas prendidas en el pecho e insignias colgadas de cintas. Muchas órdenes conservaron sus collares, y cuando las órdenes se dividieron en varios rangos o grados, el collar solía reservarse para el rango más alto. La excepción fue Portugal.
A finales del siglo XVIII, la mayoría de las órdenes europeas tenían un solo grado, el de caballero, y aunque solían llevar collares, la cruz o insignia se llevaba ahora en una cinta alrededor del cuello o sobre el hombro derecho. Cuando las órdenes se democratizaron, se introdujeron varios rangos y solo los de mayor rango, los «Grandes Comendadores» o «Grandes Cruces», llevaban collares. Los Países Bajos nunca tuvieron collares, pero varias órdenes belgas, la mayoría de las órdenes austriacas y prusianas, y varias órdenes portuguesas sí los tenían. En Portugal, todos los miembros de estas órdenes de caballería llevan collar, pero los de la Gran Cruz eran más elaborados.

### El Gran Collar de la Legión de Honor
Desde principios del siglo XIX, el collar se ha utilizado como insignia del cargo de Gran maestre de la orden. Napoleón Bonaparte introdujo la Grand Aigle (Gran Águila) para sustituir a la Gran Cruz como rango superior de su Legión de Honor. Napoleón otorgó 15 de estos collares dorados de la Legión entre sus parientes y ministros de mayor rango. Este collar no sobrevivió a su caída y fue abolido en 1815. También introdujo el Grand Collier de la Légion d'Honneur, que fue el primer Gran Collar usado fuera de una orden religiosa. El presidente de Francia lleva el collar de la Orden de la Legión de Honor. Hoy en día, el collar suele tener un rango superior al de la Gran Cruz y está reservado para el presidente y los jefes de Estado extranjeros, como en Brasil.

## Heráldica
En heráldica, a la mayoría de los miembros de las órdenes se les permite exhibir el collar de su orden en su escudo de armas (si efectivamente tuvieran el derecho a llevarlo). Suelen existir normas muy estrictas sobre cómo debe exhibirse exactamente el collar. Normalmente, rodeará por completo el escudo, o bien el collar puede quedar parcialmente oculto por este. En ocasiones, solo una parte del collar y la insignia sobresalen por debajo del escudo.
Collares de diferentes órdenes se representan a menudo en el conjunto heráldico de varios monarcas, rodeando el escudo. Aunque el logro estándar usado con más frecuencia puede representar collares específicos, esto no excluye el uso o la sustitución con otros collares a los que alguien pueda tener derecho. Algunos logros representan múltiples collares mientras que otros representan solo uno; el escudo de armas del monarca noruego solo representa el collar de la Orden de San Olaf rodeando el escudo, mientras que el de Dinamarca representa los collares de las dos órdenes de caballería de la nación: la Orden del Elefante y la Orden de Dannebrog. En las armas mayores de Suecia, se utiliza el collar de la Orden de los Serafines. El collar de la Orden de Leopoldo también se representa en las armas nacionales de Bélgica.

## Gallería

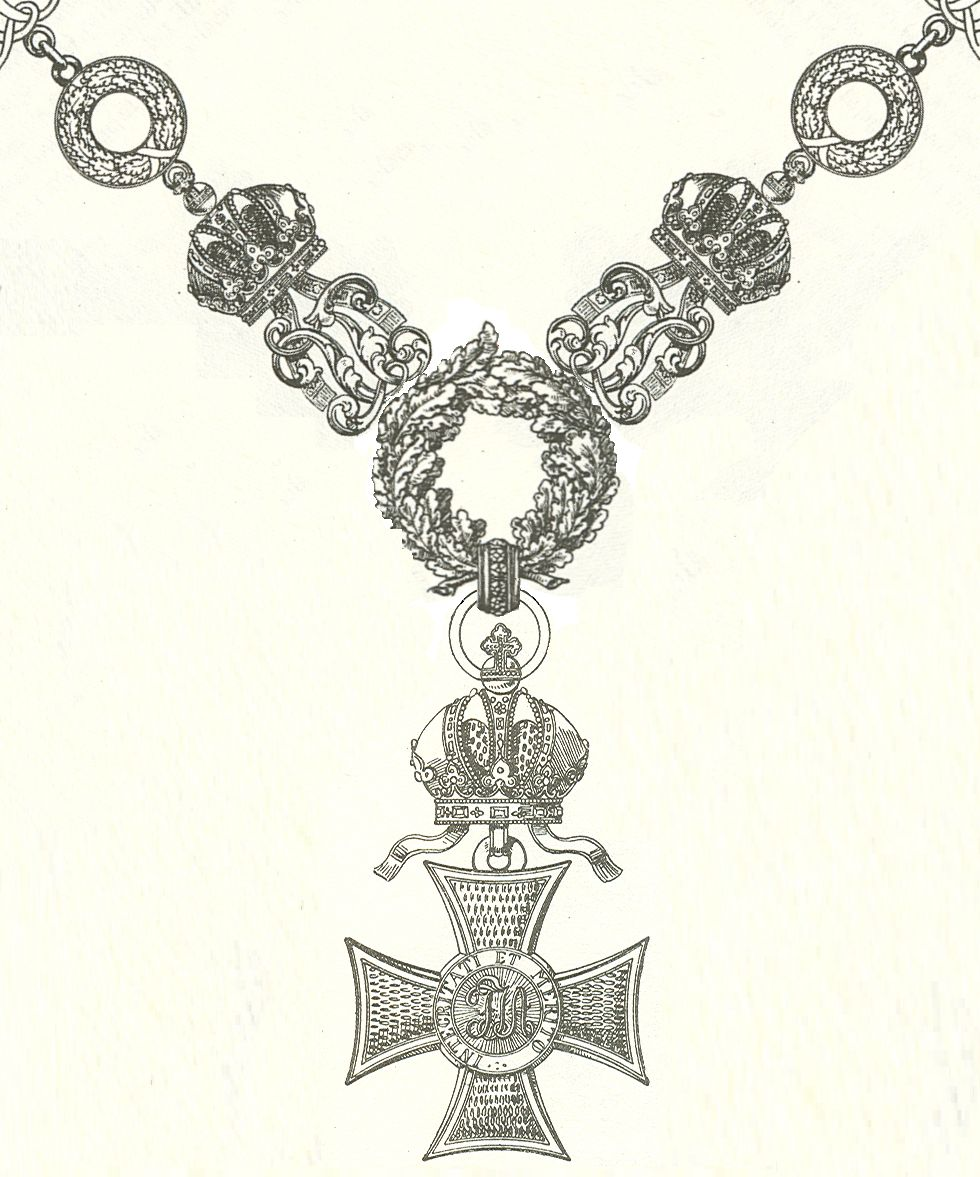
Collar de la Orden de Leopoldo (Austria)
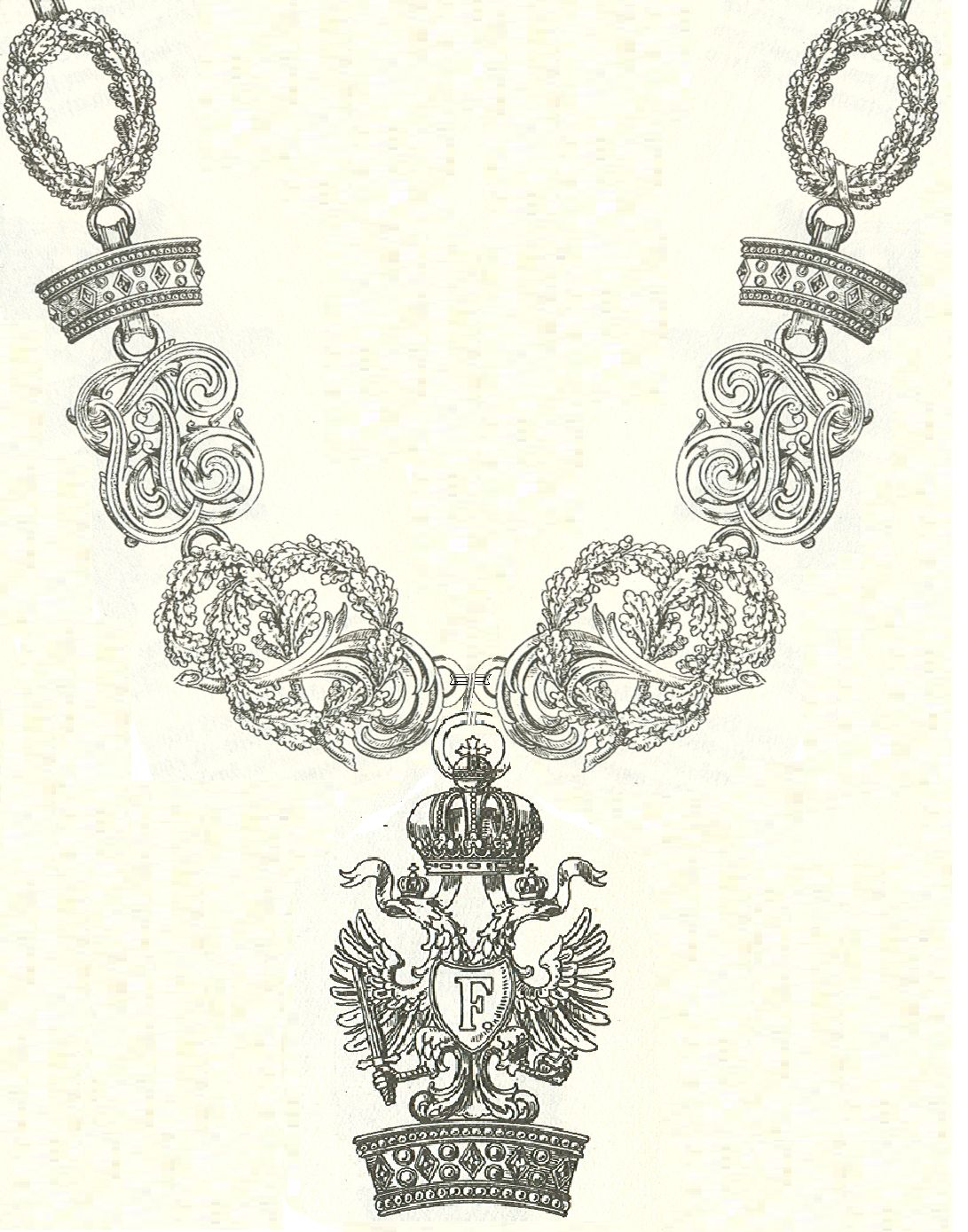
Collar de la Orden de la Corona de Hierro (Imperio austríaco)
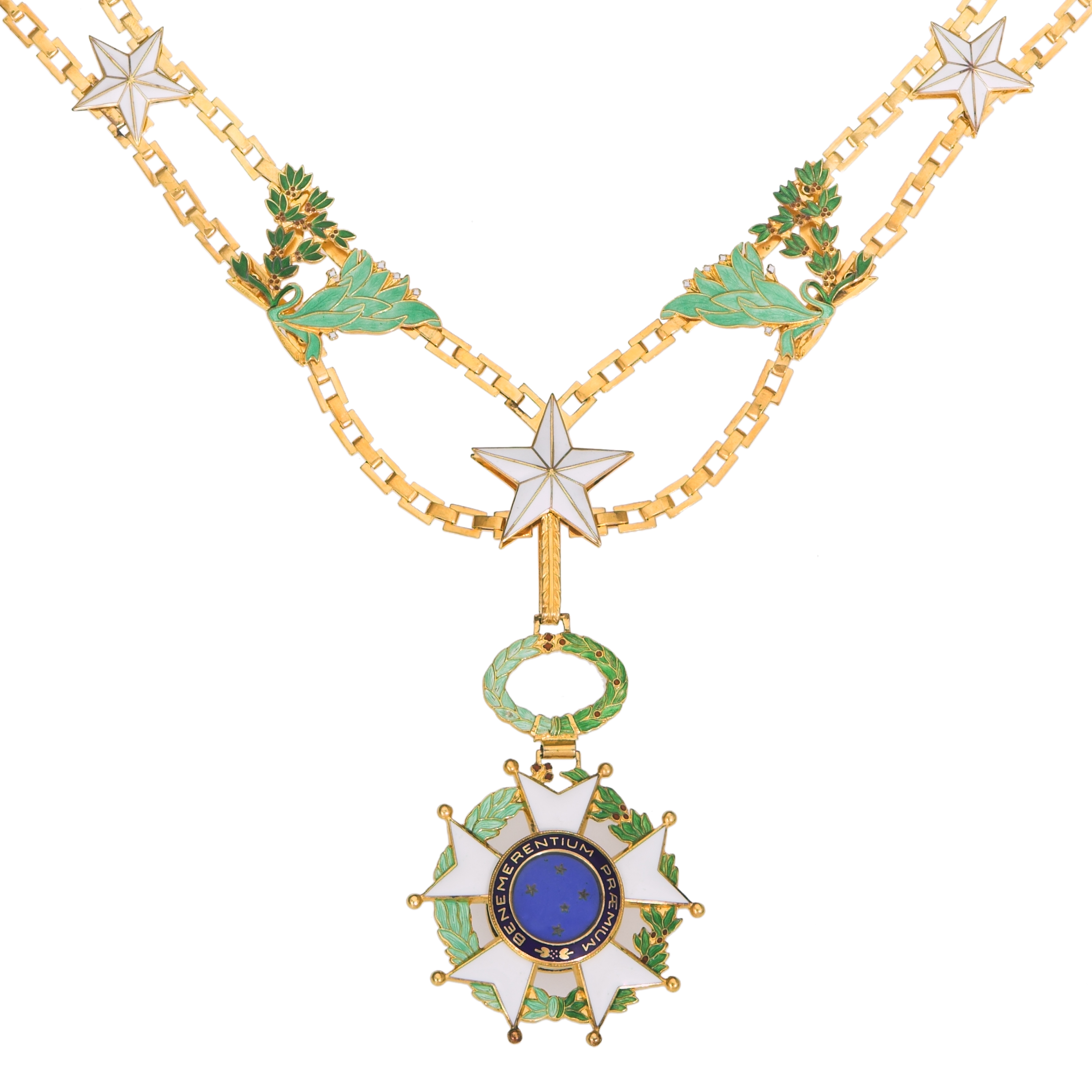
Gran Collar de la Orden de la Cruz del Sur (Brasil)
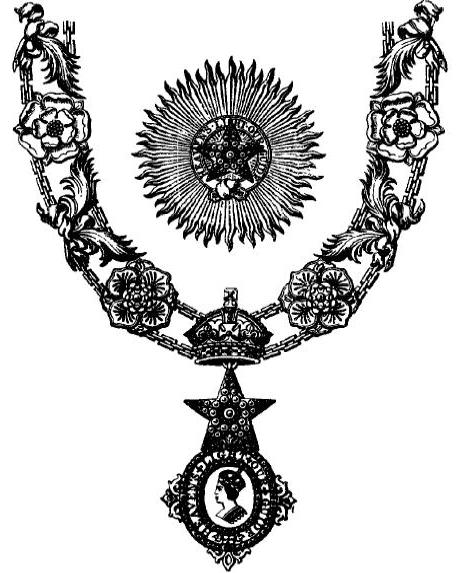
Estrella y Collar de Caballero Gran Comendador de la Orden de la Estrella de la India (India británica)
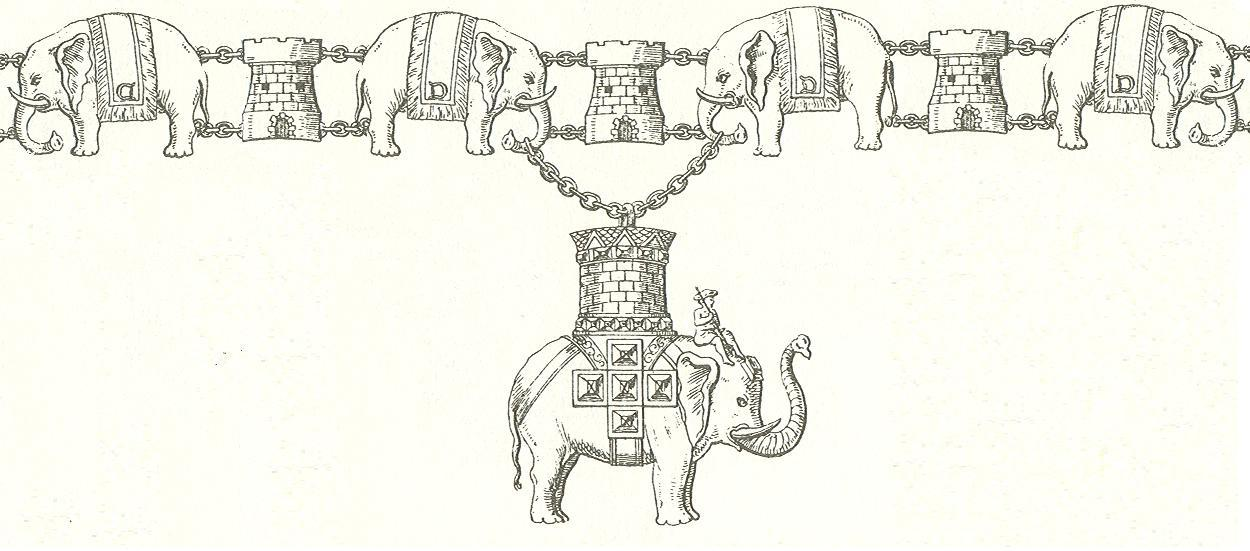
Collar de la Orden del Elefante (Dinamarca)
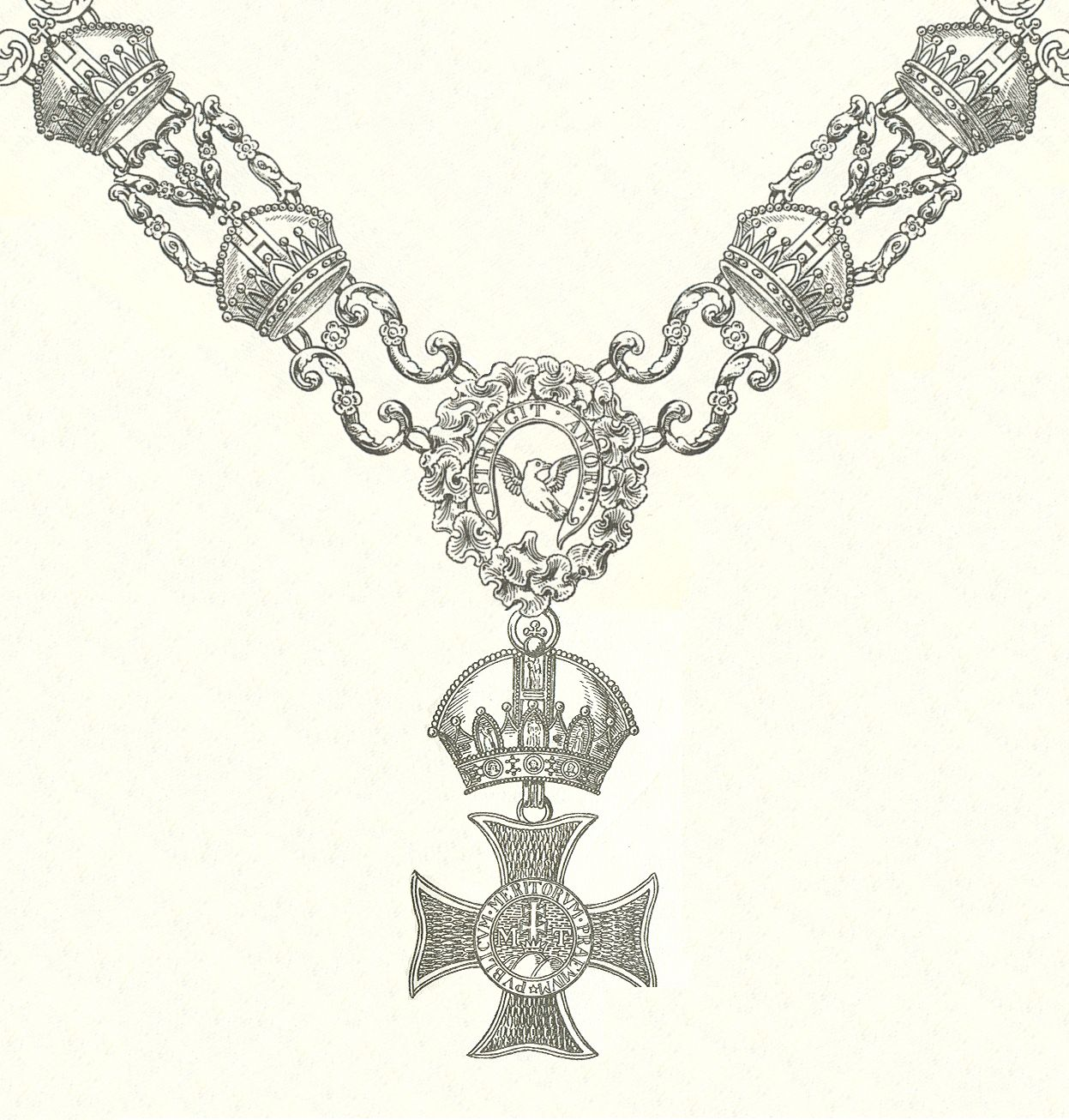
Collar de la Orden de San Esteban (Hungría)
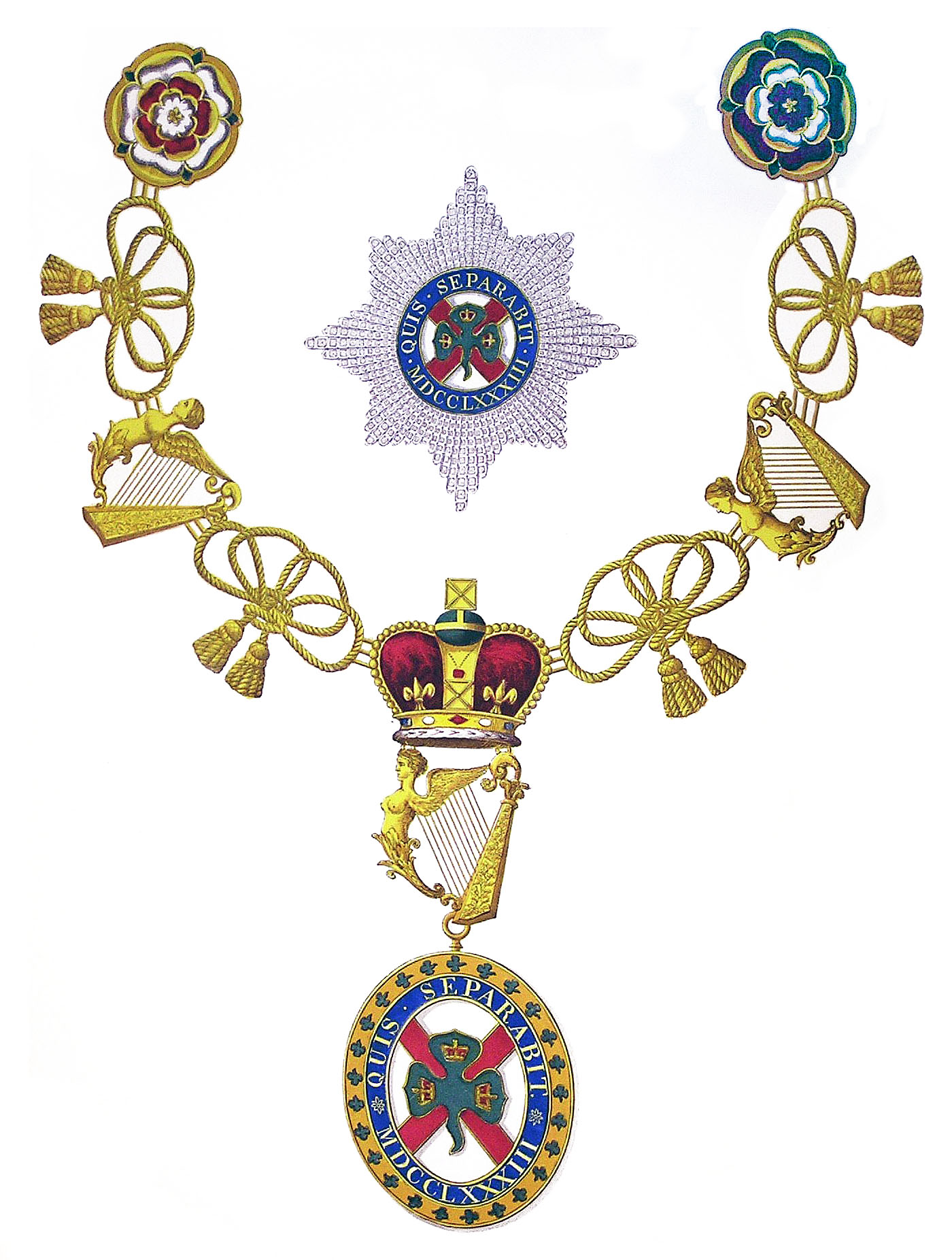
Collar de Caballero de la Orden de San Patricio (Irlanda)
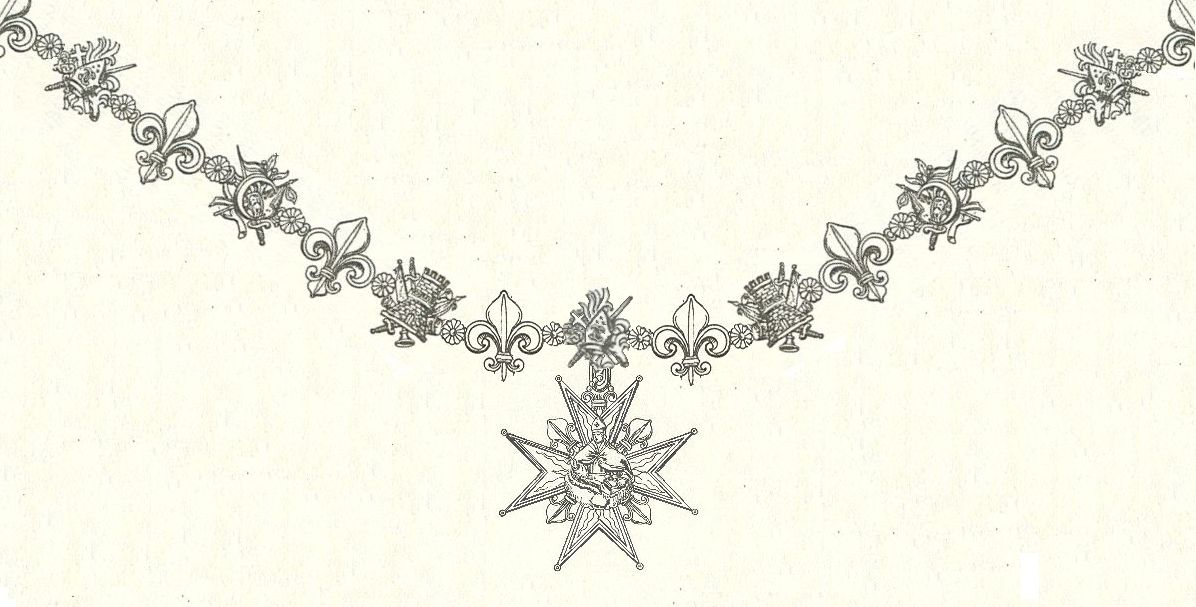
Collar de la Orden de San Jenaro (Nápoles)
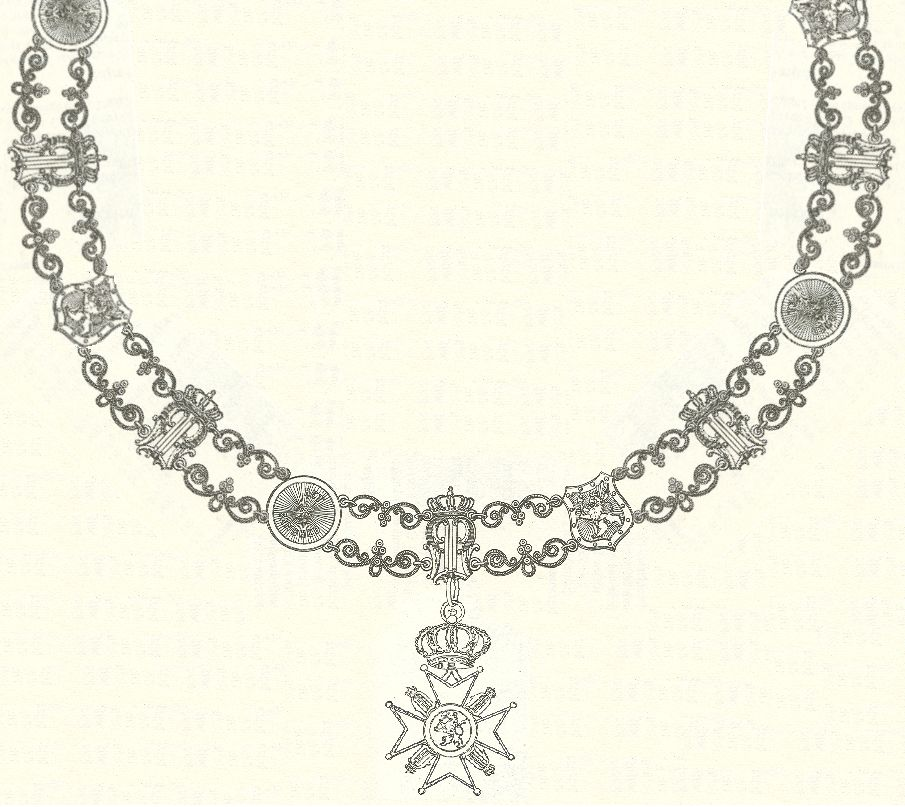
Cadena de la Orden de San Olaf (Noruega)
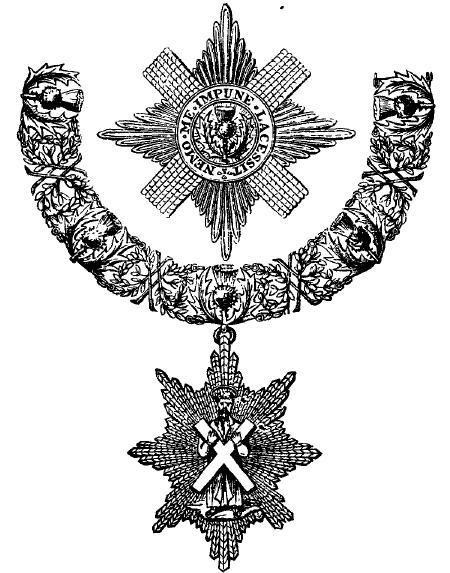
Estrella y Collar de la Orden del Cardo (Escocia)
Collar de la Orden de Carlos III (España)
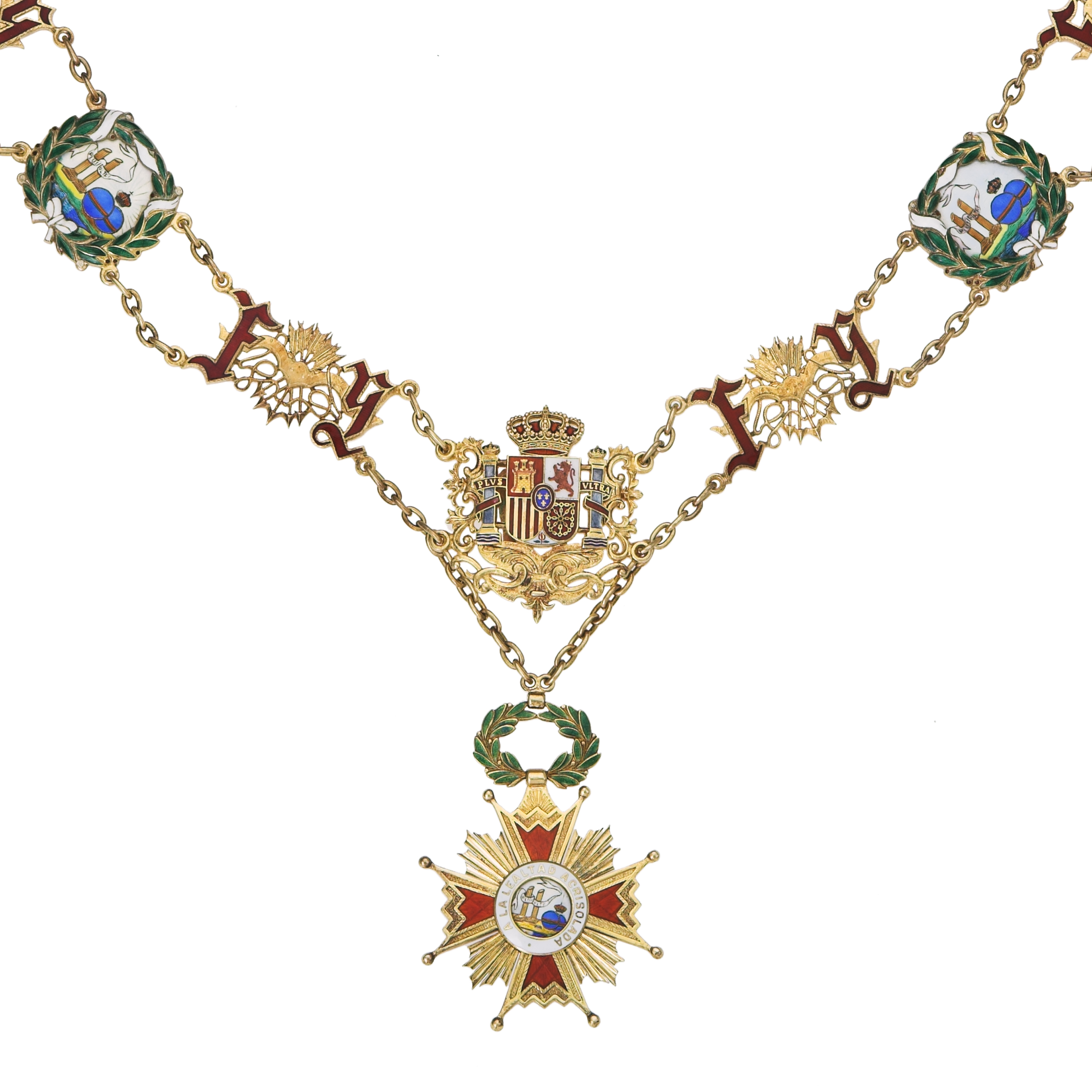
Collar de la Orden de Isabel la Católica (España)
Collar de la Orden del Mérito Civil (España)
Collar de la Orden del Toisón de Oro (España e Imperio austríaco)
Collar de la Orden de la Espada (Suecia)
Collar de la Orden de la Estrella Polar (Suecia)
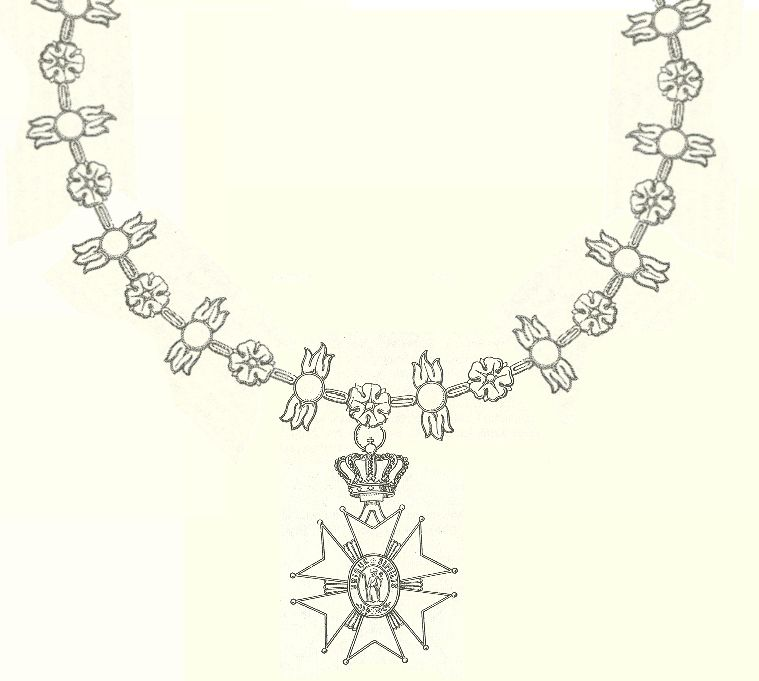
Collar de la Orden de San José (Toscana y Wurzburgo)
Collar de la Orden de la Jarretera (Reino Unido)
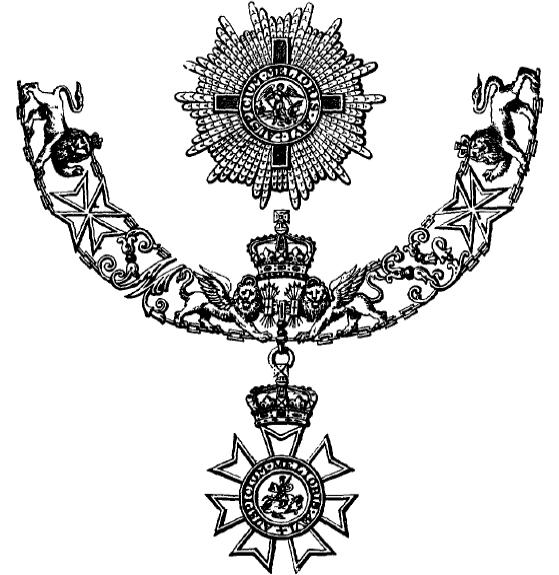
Estrella y Collar de Caballero Gran Cruz de la Orden de San Miguel y San Jorge (Reino Unido)
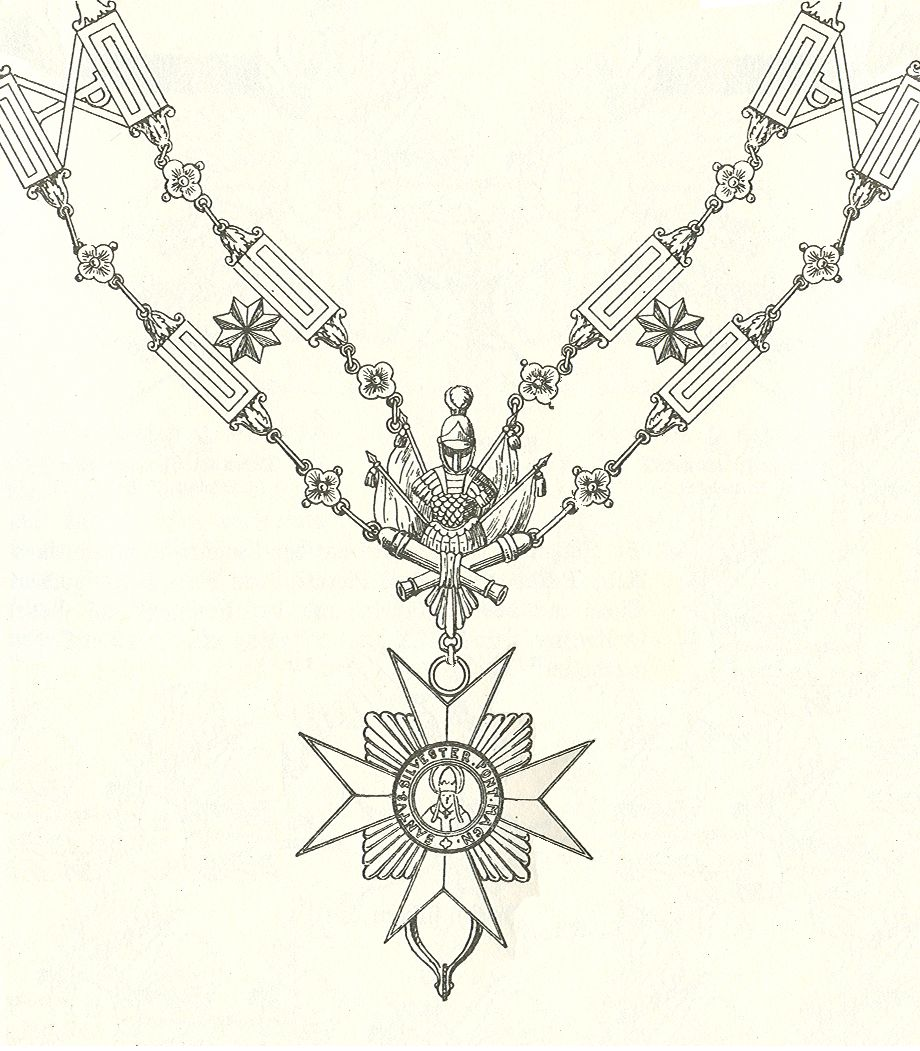
Collar de la Orden de la Espuela Dorada/Milicia Dorada (Vaticano)
Collar de la Suprema Orden de Cristo (Vaticano)